# Bactrocera ismayi
Bactrocera ismayi är en tvåvingeart som beskrevs av Drew 1989. Bactrocera ismayi ingår i släktet Bactrocera och familjen borrflugor. Inga underarter finns listade.